# Teddy Tamgho
Teddy Tamgho (ur. 15 czerwca 1989 w Aulnay-sous-Bois) – francuski lekkoatleta, syn imigrantów z Kamerunu, który specjalizuje się w trójskoku, mistrz świata z Moskwy.

## Życiorys
Tuż za podium – na czwartym miejscu – zakończył udział w juniorskim czempionacie Starego Kontynentu (2007). 11 lipca 2008 zdobył złoty medal, rozgrywanych w Bydgoszczy, mistrzostw świata juniorów uzyskując rezultat 17,33 przy wietrze +2,1 m/s. Podczas halowych mistrzostw starego kontynentu w Turynie, 6 marca 2009, nie udało mu się awansować do finału. W 2010 zdobył złoto halowych mistrzostw świata ustanawiając jednocześnie wynikiem 17,90 halowy rekord globu. Na trzecim miejscu zakończył rywalizację w mistrzostwach Europy w Barcelonie (2010). Został wybrany wschodzącą gwiazdą europejskiej lekkoatletyki w plebiscycie European Athletics za rok 2010 oraz był czwarty w głównym konkursie European Athlete of the Year Trophy. Zwycięzca łącznej punktacji Diamentowej Ligi 2010 w trójskoku. Podczas halowego czempionatu Francji, w lutym 2011, poprawił swój halowy rekord świata osiągając wynik 17,91. Kolejny raz o centymetr halowy rekord globu poprawił 6 marca tego samego roku zostając halowym mistrzem Starego Kontynentu. Na rozgrzewce przed eliminacjami podczas młodzieżowych mistrzostw Europy (Ostrawa 2011) doznał urazu, który uniemożliwił mu występ w tych zawodach. Kontuzja kostki okazała się na tyle poważna, że uniemożliwiła Francuzowi występ na mistrzostwach świata w koreańskim Taegu. Zimą 2012 nie bronił tytułu halowego mistrza świata. Operacja kostki, którą przeszedł na początku czerwca 2012, uniemożliwiła mu udział w igrzyskach olimpijskich w Londynie. W 2013 roku został mistrzem świata podczas czempionatu w Moskwie. Tamgho na mistrzostwach ustanowił nowy rekord życiowy (18,04 m) – jako trzeci zawodnik w historii trójskoku przekroczył 18 metrów. Francuz planował występ na halowych mistrzostwach świata w 2014, jednak złamanie kości piszczelowej jakiego doznał na treningu w listopadzie 2013 uniemożliwi mu występy w sezonie halowym 2014.
W 2014 został ukarany roczną dyskwalifikacją za unikanie kontroli antydopingowej (do 17 marca 2015).
Rekord życiowy: w hali – 17,92 (6 marca 2011, Paryż; do 16 stycznia 2021 rekord świata), 2. wynik w historii światowej lekkoatletyki; na stadionie – 18,04 (18 sierpnia 2013, Moskwa; rekord Francji oraz szósty najlepszy wynik w historii). Okazjonalnie występuje także w skoku w dal – swój najlepszy wynik w tej konkurencji – 8,01 m ustanowił w lutym 2011.

## Osiągnięcia
| Rok  | Impreza                                 | Miejsce   | Lokata            | Wynik |
| ---- | --------------------------------------- | --------- | ----------------- | ----- |
| 2007 | Mistrzostwa Europy juniorów             | Hengelo   | 4. miejsce        | 16,35 |
| 2008 | Mistrzostwa świata juniorów             | Bydgoszcz | 1. miejsce        | 17,33 |
| 2009 | Halowe mistrzostwa Europy               | Turyn     | el. – 13. miejsce | 15,94 |
| 2009 | Mistrzostwa świata                      | Berlin    | 11. miejsce       | 16,79 |
| 2010 | Halowe mistrzostwa świata               | Doha      | 1. miejsce        | 17,90 |
| 2010 | Superliga drużynowych mistrzostw Europy | Bergen    | 3. miejsce        | 17,10 |
| 2010 | Mistrzostwa Europy                      | Barcelona | 3. miejsce        | 17,45 |
| 2011 | Halowe mistrzostwa Europy               | Paryż     | 1. miejsce        | 17,92 |
| 2013 | Superliga drużynowych mistrzostw Europy | Gateshead | 2. miejsce        | 16,62 |
| 2013 | Mistrzostwa świata                      | Moskwa    | 1. miejsce        | 18,04 |